# 紫花苞舌蘭

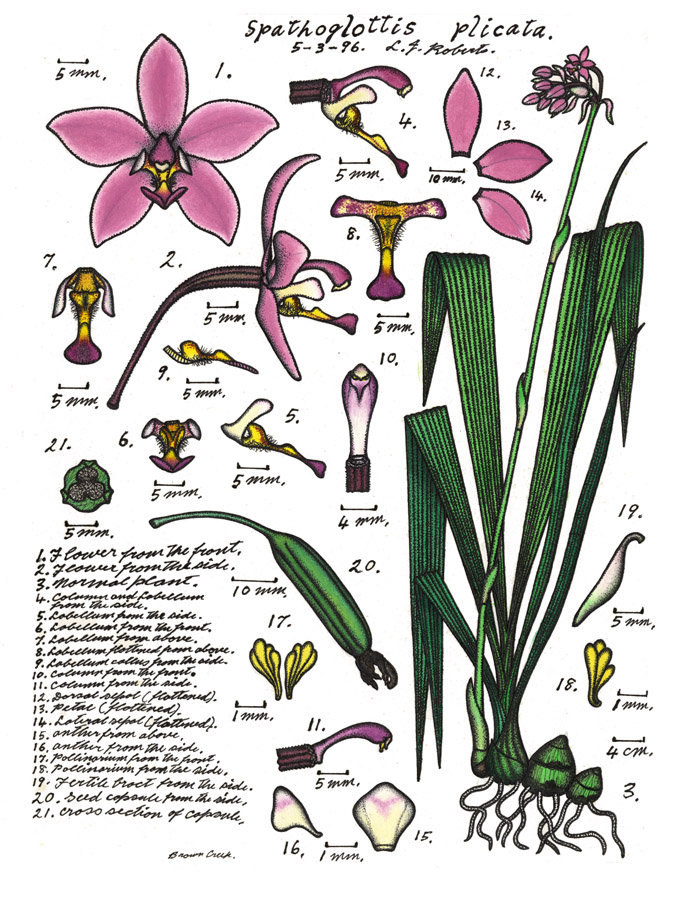
自然学家Lewis Roberts的绘图

紫花苞舌兰（学名：Spathoglottis plicata），为兰科苞舌兰属下的一个种，又名紫苞舌蘭、紅頭苞舌蘭、紅頭紫蘭、蘭嶼紫蘭、褶叶苞舌兰，是一种生长於亚洲热带和亚热带至汤加、萨摩亚等太平洋西岸地区的地生兰，是苞舌蘭屬的模式种。
种名 plicata 意为“折扇状的”、叶子“有褶皱的”。
紫花苞舌兰也生长在澳大利亚昆士兰约克角半岛的库克镇（Cooktown）至渣甸河（Jardine River）地区，常见於季节性洪泛区和其他潮湿地区，以及阳光充足的沼泽、渗透区和小溪旁。在澳大利亚花期为9月－翌年4月。在澳大利亚，紫花苞舌兰被评为易危物种，其所受的主要威胁是兰花爱好者的过度和非法采集、野猪对其生长的影响和采掘，以及变化过大的水文状况（Landsberg & Clarkson, 2004）。

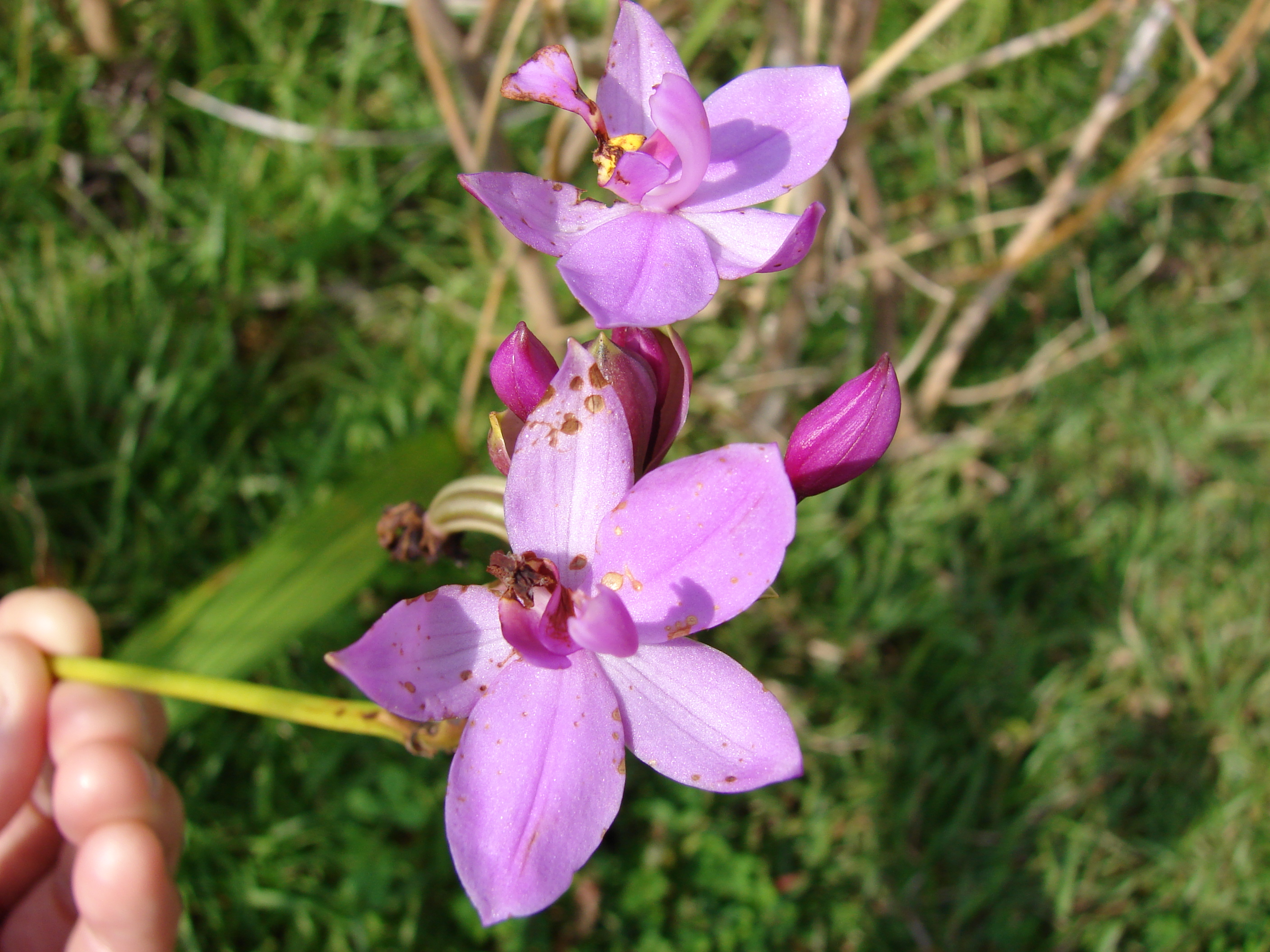
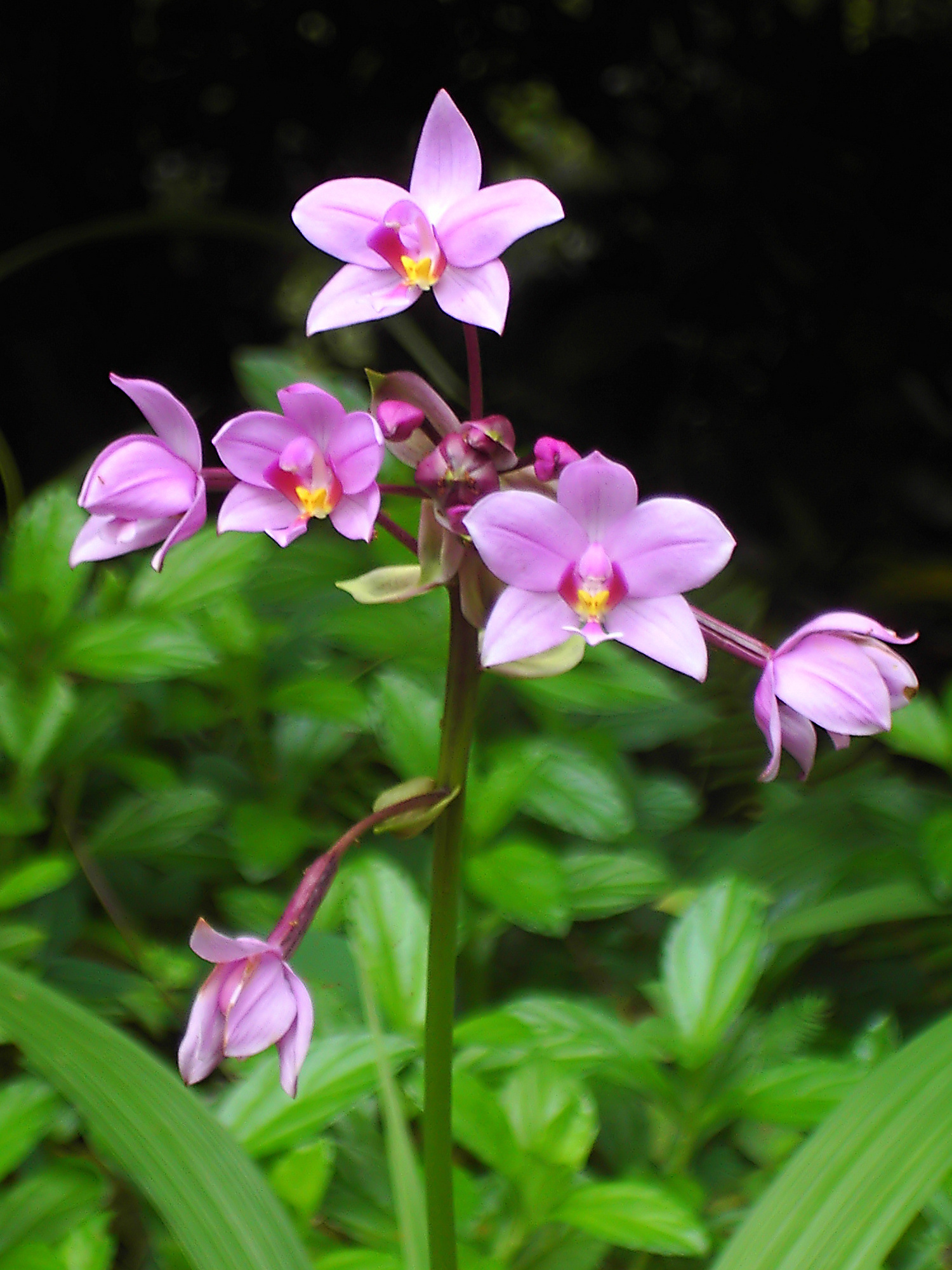